# Psilomastix semiopaca
Psilomastix semiopaca är en skalbaggsart som först beskrevs av Leon Fairmaire 1897.  Psilomastix semiopaca ingår i släktet Psilomastix och familjen långhorningar. Inga underarter finns listade i Catalogue of Life.